# Be-42
Be-42 (ros. Бе-42) – radziecka łódź latająca dalekiego zasięgu przeznaczona do misji patrolowych i bombowych opracowana przez biuro konstrukcyjne Berijewa. W kodzie NATO nosi oznaczenie „Mermaid”. Alternatywna nazwa to „A-40 Albatros”.

## Historia
Prace nad nową łodzią latającą dalekiego zasięgu przeznaczoną do wykonywania misji patrolowych i przeciwpodwodnych rozpoczęły się w biurze konstrukcyjnym Berijewa na początku lat 80. Oficjalnie prace nad A-40 rozpoczęły się w 1982. Przy pracach konstrukcyjnych wykorzystano komputerowe wspomaganie projektowania a nowatorskie rozwiązania konstrukcyjne były testowane na modelach.
Prototyp samolotu wykonał pierwszy start z lotniska lądowego w grudniu 1986. Pierwszy start z powierzchni wody miał miejsce w listopadzie 1987. Prace nad samolotem uległy znacznemu przyśpieszeniu po katastrofie okrętu podwodnego „K-278 Komsomolec” w kwietniu 1989, kiedy to z powodu braku możliwości udzielenia szybkiej pomocy zginęło wielu rozbitków.
W celu przystosowania A-40 do zadań ratowniczych w jego konstrukcji dokonano zmian umożliwiających wzięcie na pokład 60 rozbitków. W samolocie przewidziano ambulatorium dla poszkodowanych, a także nadmuchiwaną pochylnię do wciągania rozbitków na pokład. W komorze bombowej miały być umieszczone tratwy ratunkowe i wyposażenie awaryjne. Pokładowa stacja radiolokacyjna pierwotnie przeznaczona do wykrywania okrętów podwodnych miała być wykorzystana do lokalizacji tratw ratunkowych, a nawet pojedynczych rozbitków.
Po zbudowaniu dwóch prototypów budowę trzeciego wstrzymano w 1991 z powodu braku środków. Wdrażanie samolotu przerwano po rozpadzie ZSRR z powodu braku środków finansowych. Osiągnięcia programu wykorzystano do budowy mniejszego cywilnego Be-200.

## Wersje
- Be-40P – wersja pasażerska dla 105 osób
- Be-40PT – wersja pasażersko-towarowa, która oprócz ładunku mogła zabrać od 37 do 70 osób
- Be-42 SAR – wersja ratownicza z miejscami dla 54 rozbitków, wyposażenie nawigacyjne do lotów w trudnych warunkach atmosferycznych.
- Be-42 ASW – wersja przeznaczona do zwalczania okrętów podwodnych.